# Hemiechinus
A Hemiechinus az emlősök (Mammalia) osztályának Eulipotyphla rendjébe, ezen belül a sünfélék (Erinaceidae) családjába és a tüskés sünök (Erinaceinae) alcsaládjába tartozó nem.

## Előfordulásuk
A Hemiechinus-fajok előfordulási területe Ázsia délebbi részein van; azaz a Közel-Kelettől kezdve Közép-Ázsián keresztül egészen Indiáig tart. Korábban az Erinaceus nembe voltak besorolva.

## Rendszerezés
A nembe az alábbi 2 faj tartozik:
- füles sün (Hemiechinus auritus) (S. G. Gmelin, 1770) - típusfaj
- indiai füles sün (Hemiechinus collaris) (J. E. Gray, 1830)